# Everson Ridge
Everson Ridge ist ein 195 m hoher Gebirgskamm auf Signy Island im Archipel der Südlichen Orkneyinseln. Er erstreckt sich vom Jebsen Point bis zum Tioga Hill. 
Das UK Antarctic Place-Names Committee benannte ihn am 20. Dezember 1974 nach dem Biologen Inigo Everson (* 1942) vom British Antarctic Survey, der von 1965 bis 1966 auf Signy Island tätig war.